# Piri Mehmed Pascià
Piri Mehmed Pasha (Aksaray, 1465 – Silivri, 1532) è stato un politico ottomano.
Fu gran visir dell'Impero ottomano dal 1518 al 1523.